# Mirosław Dudek
Mirosław Roman Dudek (ur. 18 listopada 1956 w Trzebiatowie) – polski fizyk, profesor nauk ścisłych i przyrodniczych, profesor Uniwersytetu Zielonogórskiego.

## Życiorys
W 1980 ukończył studia na Uniwersytecie Wrocławskim. Doktoryzował się w 1986 na macierzystej uczelni na podstawie rozprawy pt. Mikroskopowy model zjawisk krytycznych w cieczach magnetycznych, której promotorem był profesor Andrzej Pękalski. Stopień naukowy doktora habilitowanego uzyskał w 1998 na UWr w oparciu o pracę: Dyfuzja cząstek w niejednorodnym ośrodku przy włączonym zewnętrznym polu. Tytuł profesora nauk ścisłych i przyrodniczych otrzymał 11 maja 2020.
W latach 1985–2000 pracował w Instytucie Fizyki Teoretycznej Uniwersytetu Wrocławskiego. W 2000 rozpoczął pracę w Wyższej Szkole Pedagogicznej im. Tadeusza Kotarbińskiego w Zielonej Górze, a rok później w nowo utworzonym Uniwersytecie Zielonogórskim, na którym doszedł do stanowiska profesora. W latach 2005–2008 był zastępcą dyrektora Instytutu Fizyki UZ, a w latach 2008–2016 pełnił przez dwie kadencje funkcję dyrektora tej jednostki.
Specjalizuje się w fizyce teoretycznej, fizyce statystycznej i fizyce komputerowej. Opublikował ok. 100 prac naukowych. Wypromował pięciu doktorów.